# نعوم باشا
نعُّوم باشا هو سياسي وإداري عُثماني حلبيّ الأصل. عيَّنه الباب العالي مُتصرِّفًا على جبل لُبنان خلفًا لواصه باشا، فكان خامس من تولَّى هذا المنصب. اسمه الأصلي نعُّوم الكوسا، وهو ابن أخت فرنكو باشا المُتصرِّف الثاني.
اشتهر نعُّوم باشا بعفَّته ونزاهته وحزمه، فبدأ ولايته بإصلاح إدارة مُتصرِّفيَّة جبل لُبنان عازلًا المُوظَّفين الذين اتُّهموا بالرشوة، ونظَّم ماليَّة البلاد، وأعاد المُوظفين الذين عُزلوا في عهد سلفه نتيجة مُعارضتهم إيَّاه. انصرف نعُّوم باشا إلى الأعمال العُمرانيَّة، فأصلح الجُسُور وشقَّ ما يزيد عن أربعمائة وثمانين كيلومترًا من الطُرُق، وشيَّد سرايات بعقلين وجزِّين وجونية والبترون وأميون وبحنِّس. وتميَّز عهده بالأمن والهُدُوء والاستقرار، وفيه ابتدأت الهجرة من جبل لُبنان إلى الخارج على نطاقٍ واسع.
ومن الأحداث البارزة في عهد هذا المُتصرِّف انتخاب الروم الملكيين الكاثوليك بُطرس الرابع الجريجيري بطريقًا للطائفة، فتدخَّل الباب العالي مُعلنًا بُطلان هذا التعيين، فكان إصرار الروم الكاثوليك على موقفهم بأن يبقى البطريق المُنتخب في مركزه مُؤكِّدين بأنَّهم يُريدون ألَّا تتدخَّل الدولة في هذا الأمر كما هو الحال مع الموارنة، فما كان من الباب العالي إلَّا أن أقرَّ الانتخاب وأصدر فرمانًا يُؤكِّد ذلك.
وكان نعُّوم باشا محبوبًا مُحترمًا لأنَّهُ عمل بجدٍّ وإخلاص لخير جبل لُبنان وأهله، لكنَّ البطريق الماروني إلياس بُطرس الحويِّك رفع عريضةً ضدّه في أواخر عهده، وقَّع عليها ألف شخص من موارنة الجبل، وقال فيها أنَّ نعُّوم باشا خرق نظام حُكم المُتصرِّفيَّة كونه تدخَّل في الانتخابات بقمع الحُريَّات وإفساد المُوظَّفين، وأصدر عفوًا عن مُجرمين خطرين وسجن الأبرياء وعاقب القُضاة النُزهاء، واتهمه بمُعاداة الموارنة والفُقراء والبطريق نفسه، وقال أنَّ التجديد له يُساهم في خراب الجبل ولا أمل في إصلاحه وردعه، ووصفه بالخداع والمُراوغة.
عاد نعُّوم باشا إلى إستنبول بعد انتهاء ولايته سنة 1902م، وتُوفي سنة 1911م.